# Liste der Erzbischöfe von Lemberg
Die folgenden Personen waren römisch-katholische Bischöfe und Erzbischöfe von Lemberg bzw. Lwiw:

## Bischöfe vonHalytsch
- ca. 1364 Christian von Ostrowo OFM
- 1364–1375 Antonius

## Erzbischöfe von Halytsch
- 1376 Matthias von Eger (Elekt)
- 1384–1390 Bernhard OFM
- 1392–1409 Jakub Strzemię (Jakub Strepa) OFM
- 1410–1412 Mikołaj Trąba (dann Erzbischof von Gnesen)

## Erzbischöfe von Lemberg
- 1412–1436 Jan Rzeszowski
- 1437–1450 Jan Odrowąż
- 1451–1477 Gregor von Sanok
- 1480–1481 Johannes Longinus

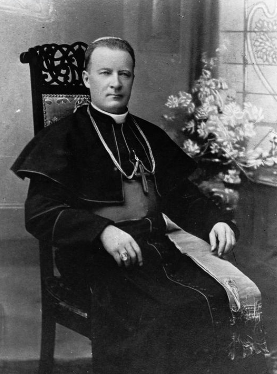
Hl. Józef Bilczewski

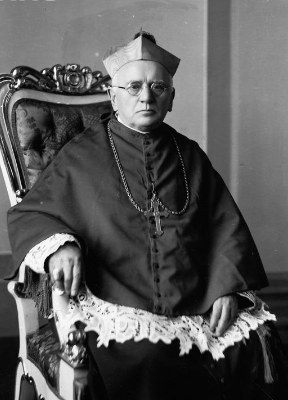
Boleslaw Twardowski

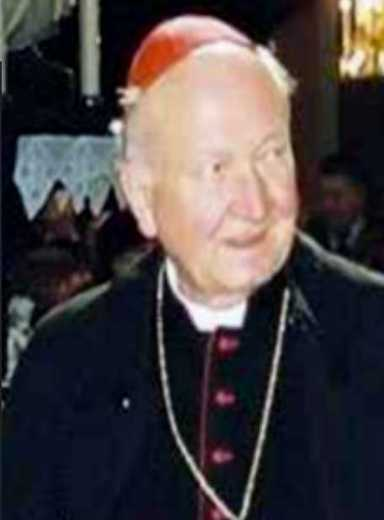
Kardinal Marian Jaworski

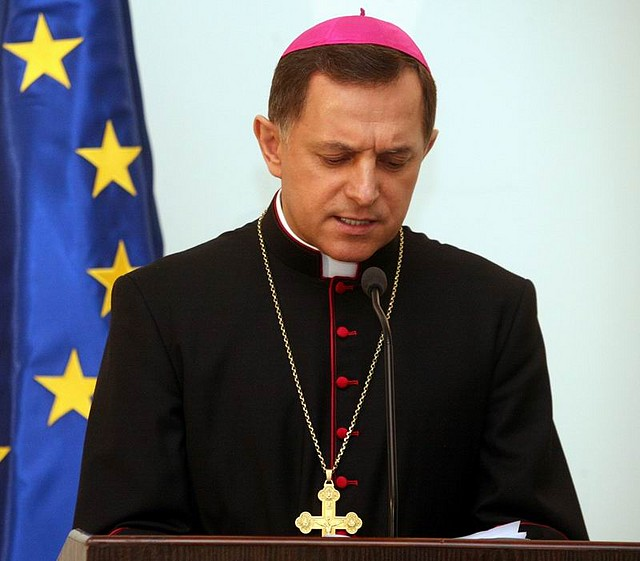
Mieczysław Mokrzycki

- 1481–1488 Jan Strzelecki (Wątróbka)
- 1488–1503 Andrzej Boryszewski (dann Erzbischof von Gnesen)
- 1505–1540 Bernard Wilczek
- 1540–1554 Piotr Starzechowski
- 1555–1560 Feliks Ligęza
- 1561–1565 Paweł Tarło
- 1565–1575 Stanisław Słomowski
- 1576–1582 Jan Sieniński
- 1583–1603 Jan Dymitr Solikowski
- 1604–1614 Jan Zamoyski OSB
- 1614–1633 Jan Andrzej Próchnicki
- 1633–1645 Stanisław Grochowski
- 1645–1653 Mikołaj Krosnowski
- 1654–1669 Jan Tarnowski
- 1670–1677 Albert Koryciński
- 1681–1698 Konstanty Lipski
- 1700–1709 Konstanty Zieliński
- 1710–1711 Mikołaj Popoławski
- 1713–1733 Jan Skarbek
- 1737–1757 Mikołaj Gerard Wyżycki
- 1757 Mikołaj Dembowski
- 1758–1759 Władysław Aleksander Łubieński (dann Erzbischof von Gnesen)
- 1760–1780 Wacław Hieronim Sierakowski
- 1780–1797 Ferdinand Onufry Kicki
- 1797–1812 Kajetan Ignacy Kicki
- 1815–1833 Andreas Alois Ankwicz von Skarbek-Poslawice (dann Erzbischof von Prag)
- 1834–1835 Franz Xaver Luschin (dann Erzbischof von Gorizia und Gradisca)
- 1836–1846 Franciszek Pisztek
- 1847–1848 Wacław Wilhelm Wacławiczek
- 1849–1858 Łukasz Baraniecki
- 1860–1884 Franciszek Ksawery Wierzchleyski
- 1885–1900 Seweryn Morawski
- 1900–1923 Heiliger Józef Bilczewski
- 1923–1944 Bolesław Twardowski
- 1944–1962 Eugeniusz Baziak
  - 1962–1964 Michał Orliński (Apostolischer Administrator)
  - 1964–1973 Jan Nowicki (Apostolischer Administrator)
  - 1973–1983 Marian Rechowicz (Apostolischer Administrator)
  - 1983–1984 Stanisław Cały (Apostolischer Administrator)
  - 1984–1991 Marian Jaworski (Apostolischer Administrator)
- 1991–2008 Marian Kardinal Jaworski
- seit 2008 Mieczysław Mokrzycki